# Prieuré de Saint-Andéol
Le prieuré Saint-Andéol de Claveyson est une église romane du XIIe siècle, située à Claveyson, dans le département français de la Drôme et la région Auvergne-Rhône-Alpes.

## Histoire
Le prieuré est construit dans le hameau de Saint-Andéol, sur la commune de Claveyson. Un premier prieuré, à ce même endroit, était mentionné sur le cartulaire de Grenoble. Dès 1458, il dépendait du diocèse de Vienne, mais rattaché à l'Abbaye de Cluny. L'ordre religieux installé en ces lieux respectait les préceptes de saint Benoît.
Le prieuré est classé au titre des monuments historiques depuis le 30 mai 1984.

## Architecture
Le prieuré a été édifié à partir du XIIe siècle. Il est aujourd'hui assez composite dans sa construction. De la période romane, ne subsiste que le chevet avec son abside semi-circulaire en pierre de taille.
La façade occidentale en pierre de taille date de la fin du XVe siècle : la mouluration du portail gothique flamboyant est très précise et vigoureuse.